# Moceño

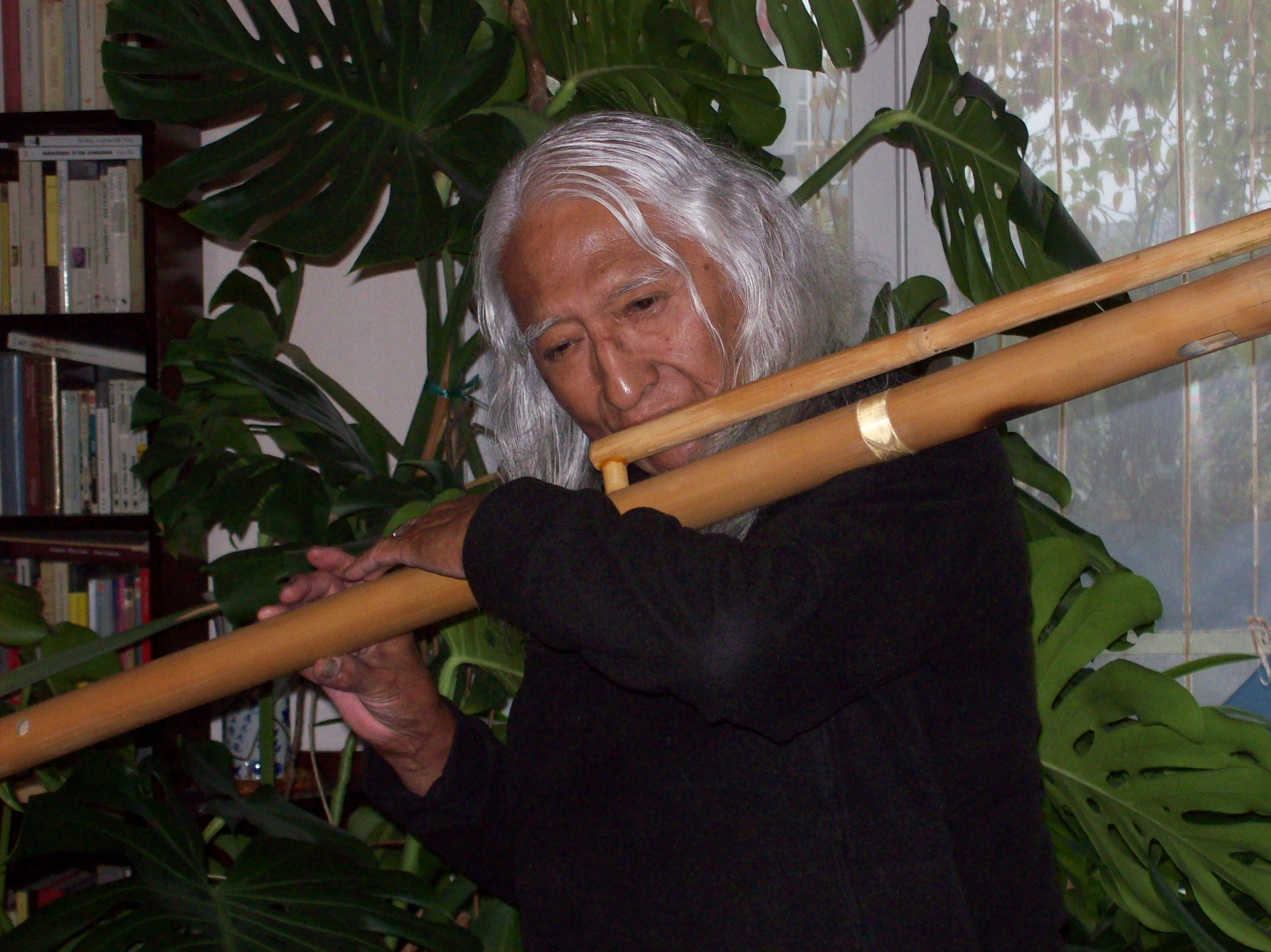
Moseño, tocado por Uña Ramos

El moceño, mohoceño o moxeño es una flauta de pico de grandes dimensiones emparentada con la familia de los pinquillos. Pertenece al acervo cultural aymara.
Es de origen boliviano, de la localidad de Mohoza del Municipio de Colquiri en la Provincia de Inquisivi del Departamento de La Paz. No obstante, se ha planteado que tiene origen colonial o incluso precolombino.
El moceño está vigente principalmente en el departamento de La Paz, en las provincias de Inquisivi, Loayza y Aroma. El instrumento, la música y la danza de la mohoseñada fue declarada el 24 de febrero de 2011 Patrimonio Cultural Intangible del Departamento de La Paz con el objetivo de fortalecer la diversidad e identidad cultural y generar escenarios de participación y revitalizar el patrimonio cultural boliviano.
También se encuentra vigente en regiones de Perú y Chile.[cita requerida]

## Danza
El mohoceño (en aymara "muxsiñu") o moseñada es una danza autóctona de la localidad de Mohoza perteneciente al municipio de Colquiri en el departamento de La Paz que se caracteriza por su movimiento, agilidad, alegría, picardía y soltura, propios de la juventud. Esta danza se baila entre los meses de diciembre y febrero como un ritual ceremonial en la época de la lluvia, en agradecimiento a la Pachamama por la producción de los alimentos, y que se refleja en el baile que ejecutan tanto las mujeres como los varones, cargados de alimentos y flores en sus aguayos multicolores.

### Difusión de la moseñada
La moseñada se expandió desde Mohoza a distintos lugares del valle y altiplano. La moseñada en el Departamento de La Paz se expandió a otros municipios principalmente de las provincias de Inquisivi, Loayza y Aroma y a partir de ahí a otras regiones del departamento. La moseñada en el Departamento de Cochabamba se expandió a las provincias de Ayopaya y Tapacari por la cercanía con Inquisivi. La moseñada igualmente se practica en el municipio de Caracollo del Departamento de Oruro.
En el Perú la moseñada se baila en Yunguyo y a veces se le denomina luriguayo a la misma danza. El nombre luriguayo (luriwaya en aymara) deriva de Luribay que es la capital de la provincia de Loayza de Bolivia. La moseñada es muy difundida en Luribay y en dicho lugar se le denomina luriwaya indistintamente a la misma danza. Los luribayeños son fieles devotos de la Virgen de Copacabana y acostumbran viajar hasta Copacabana cada año acompañados con su conjunto de moseñada para festejar en honor a la Virgen, por su cercanía con Copacabana la moseñada se empezó a bailar posteriormente en Ollaraya Yunguyo. En el registro de Jesualdo Portugal Castellón se puede apreciar las siguientes denominaciones a la misma danza luribaya, luriwaya, lurihuayas, luriwayos y por transliteración posteriormente pasaría a denominarse luriguayos.
La danza luriguayos es una danza y música procedente de la hermana República de Bolivia que fue traída hacia Ollaraya Yunguyo desde la fronteriza localidad de Copacabana. La primera comparsa de luriguayos creada en el Perú es el "Conjunto Folclórico Juventud Reales de Ollaraya" que se fundó en el año 1956 encabezados por Laureano Torres, Claudio Flores, Feliciano Paredes, Mario Mamani, Victoriano Choque, entre otros, cuando Ollaraya todavía no era distrito sino una parcialidad de Yunguyo. En el año 1958 el Conjunto Folclórico Juventud Reales de Ollaraya llevó la danza de los luriguayos a Tacna por migrantes de Ollaraya, posteriormente acompañaron a la reina y el entierro del Ño Carnavalon de Tacna siendo los únicos hasta los años 80 luego se fundaron otras comparsas de luriguayos en Puno y Tacna.
En Chile la moseñada es bailada en Arica.

## Instrumento
El moceño es un instrumento de viento o aerófono de tamaño considerable, originario del pueblo aymara de la localidad de mohoza, La Paz, hecho de un gran arbusto llamado «tuquru», característico de los valles del departamento de La Paz. Dotada de 5 orificios en su cara anterior, emite sonidos graves al tiempo que dulces. Debido a su longitud, se sopla a través de una caña adosada en paralelo que hace que el aire llegue hasta la boquilla del instrumento. Los ejemplares de menor tamaño, aunque con dificultad, pueden ser soplados directamente en su embocadura. Son estos los que reciben el nombre de «Senqa Tanqana» que en quechua significa nariz grande o nariz creciente. Habitualmente sus temas emplean escalas pentatónicas, aunque también hay ejemplares dotados de orificio posterior para enriquecer su escala.